# Marcel Mongin
Marcel Édouard Mongin, né le 6 novembre 1897 dans le 11e arrondissement de Paris et décédé le 8 mai 1972 à Garennes-sur-Eure, est un pilote automobile de course français, essentiellement en endurance mais aussi en Grand Prix.

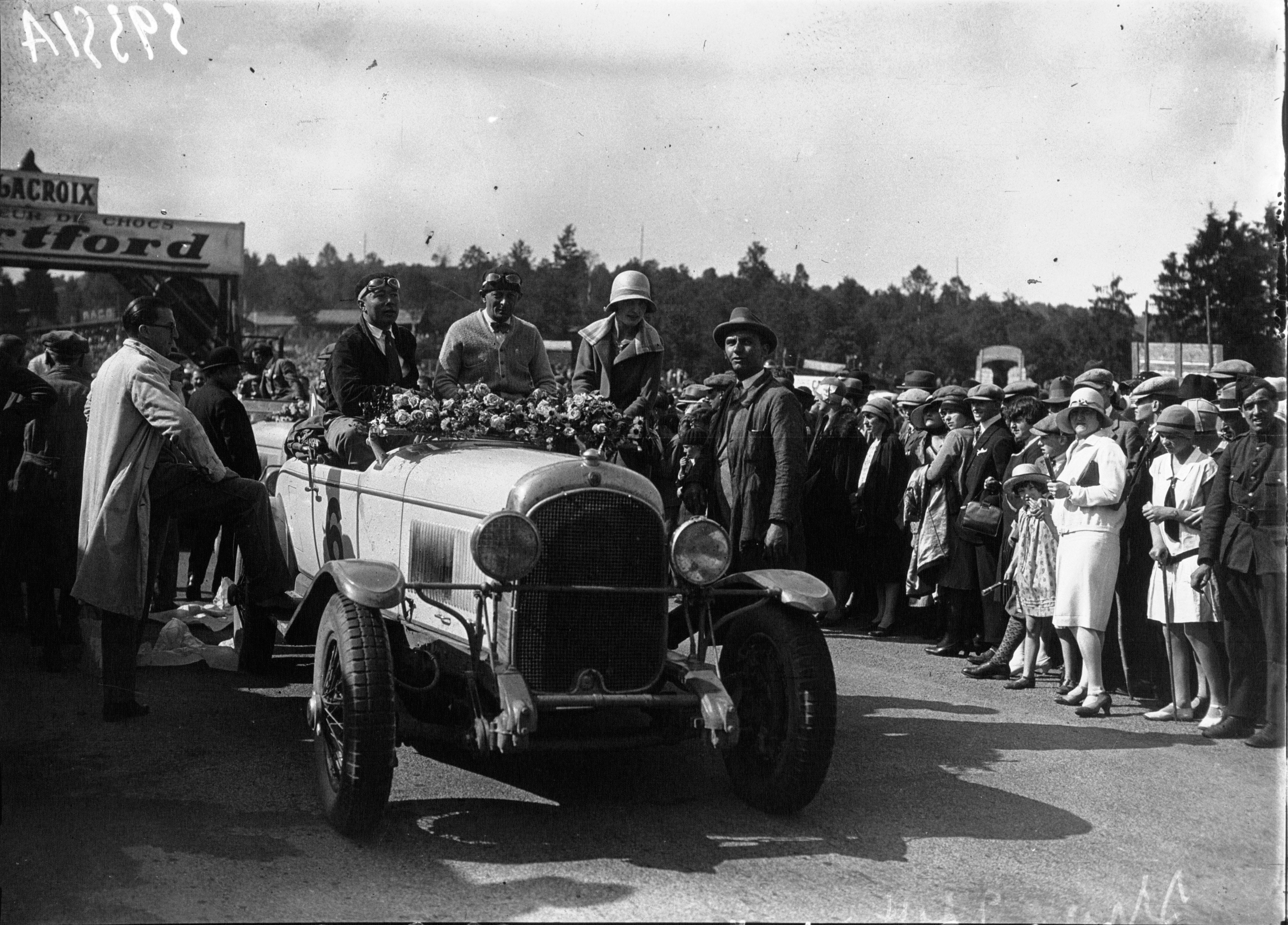
Cyril de Vère (à G.) et Marcel Mongin (à D.) deuxièmes des 24 Heures de Spa 1928.

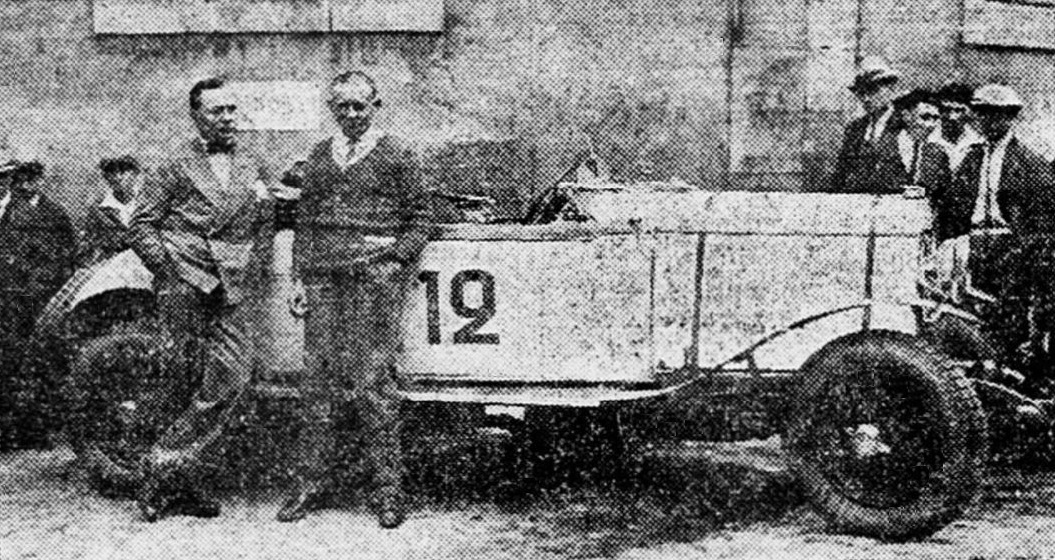
Marcel Mongin (G) et Cyril de Vere (D), 7e des 24 Heures du Mans 1929 sur Chrysler 77 4L.

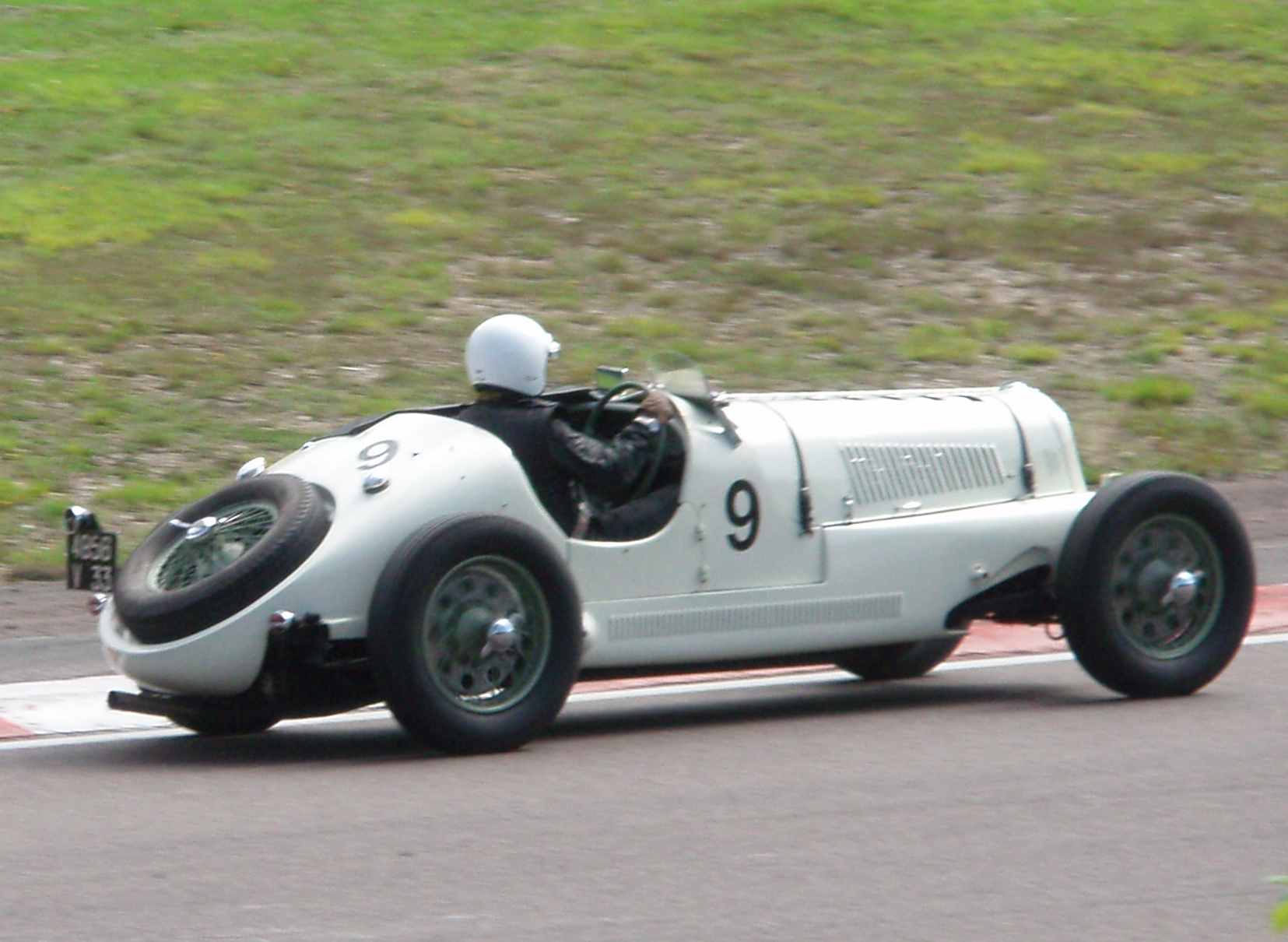
Une Delahaye 135 Grand Prix de 1936.

## Palmarès
- 2e du Grand Prix de France, en 1936 sur Delahaye 135 CS L6 3.5L. (avec "Michel Paris") ;
- 2e des 24 Heures du Mans, en 1926 sur Lorraine-Dietrich B3-6 (avec Gérard de Courcelles), et 1937 sur Delahaye 135 CS (avec Joseph Paul, pour l'écurie de Lucy O'Reilly Schell) - 5e en 1935 avec "Michel Paris" ;
- 2e des 24 Heures de Spa, en 1928 sur Chrysler 72 L6 3.5L (avec Cyril de Vère (de)) et 1936 sur Delahaye 135 CS (avec René Le Bègue) ;
- 3e de la Targa Abruzzi, en 1935 sur Delahaye L6 3L. (circuit de Pescara) ;
- 5e du Grand Prix du Comminges, en 1936 (Écurie Michel Paris) ;
- 5e du RAC Tourist Trophy, en 1937 (avec J. Paul).